# Alexandre Knoploch
Alexandre Gomes Knoploch dos Santos (Rio de Janeiro, 23 de julho de 1986) é um empresário e político brasileiro filiado ao Partido Liberal. Foi deputado estadual do Rio de Janeiro entre 2019 e 2023, e retornou ao cargo em 2025. Em 2018, foi eleito deputado estadual com 103.639 votos pelo PSL, sendo o 4.° deputado mais votado no estado do Rio de Janeiro. Foi líder do PSL e vice-líder do governo de Cláudio Castro na assembleia.
Como deputado estadual, Knoploch presidiu a CPI dos Incêndios, que investigou o incêndio no alojamento do Flamengo, e a CPI das Crianças Desaparecidas. Ele propôs a lei que criou o "Alerta Pri", nomeado em homenagem a Priscila Belfort e baseado no Alerta AMBER, que obriga operadoras de telefonia a dispararem mensagens por SMS e aplicativos para alertar e informar sobre crianças desaparecidas, tornando o Rio de Janeiro no primeiro estado brasileiro com um sistema de alertas para encontrar crianças desaparecidas. Também propôs uma lei que suspendeu o regime de substituição tributária sobre bebidas produzidas no estado, reduzindo o ICMS cobrado sobre os produtos.
Em 2019, Knoploch foi processado sob a acusação de ter agredido um estudante na UERJ. Em julho de 2020, ele foi acusado de atirar no pé de um advogado após uma briga em um bar na Asa Sul de Brasília. Sua assessoria de imprensa afirmou que ele atirou para se defender após ser agredido pelas costas, enquanto o homem baleado afirmou que desferiu um soco contra o parlamentar após confundi-lo com outro deputado envolvido em uma briga. Knoploch processou o advogado atingido pelo disparo por calúnia e difamação após ele declarar, em afirmação negada pelo deputado, que sua defesa teria tentado convencê-lo a mudar seu depoimento à polícia.
Em julho de 2021, o deputado denunciou um ataque a tiros ocorrido contra seu carro na Via Dutra, na altura de Comendador Soares. A Polícia Civil passou a investigar a denúncia do atentado e o tiroteio entre os seguranças do parlamentar e criminosos.
Em 2022, Knoploch concorreu à reeleição para deputado estadual pelo PSC, e recebeu 23.744 votos, não sendo reeleito. Após o fim de seu mandato na ALERJ, concorreu a vereador do Rio de Janeiro pelo PL em 2024, e obteve 8.423 votos, não sendo eleito. Neste pleito, ele se declarou pardo, e afirmou possuir sete armas de fogo que juntas valiam 62 mil reais, incluindo dois fuzis, enquanto em eleições anteriores se declarou branco e não incluiu armas na declaração de bens. Em 2025, Knoploch retornou ao posto de deputado estadual como substituto de Léo Vieira, que deixou a ALERJ após ser eleito prefeito de São João de Meriti.